# Hygiea (planetka)
(10) Hygiea je trpasličí planeta hlavního pásu. A čtvrtý nejvetší objekt hlavního pásu planetek. Objevil ji 12. dubna 1849 Annibale de Gasparis v italském městě Neapol.